# 布洛克宰爾
布洛克宰爾（荷兰语：Blokzijl）是荷蘭的城鎮，位於該國東部，由上愛塞省負責管轄，鎮上建於1609年的基督教教堂是該國最早期的基督教教堂之一，2006年人口1,110。
52°43′N 5°58′E / 52.717°N 5.967°E